# André Bar
Pour les articles homonymes, voir Bar.
André Bar, né le 1er septembre 1935 à Liège, et mort le 29 avril 2024, est un coureur cycliste belge. Il participe à des compétitions dans les années 1950 et 1960.

## Biographie
Chez les amateurs, André Bar devient à deux reprises de champion de Belgique de poursuite. Il participe également aux Jeux olympiques de 1956, où il se classe cinquième de la poursuite par équipes. Sur route, il remporte une étape de la Flèche du Sud en 1957, ou encore le Tour du Maroc en 1959. 
Il passe finalement professionnel en 1960 au sein de l'équipe Peugeot-BP-Dunlop, alors qu'il est âgé de vingt-quatre ans. En 1961, il termine notamment deuxième du Grand Prix de la Basse-Sambre et du Grand Prix du Brabant wallon, ou encore troisième d'une étape du Tour de Catalogne. L'année suivante, il se distingue en gagnant une étape ainsi que le classement final du Tour de l'Oise. Il poursuit la compétition en 1963, avant de mettre un terme à sa carrière sportive.

## Palmarès sur route

### Palmarès amateur
- 1955
  -  Champion de Belgique des militaires
- 1956
  - Romsée-Stavelot-Romsée
- 1957
  - Romsée-Stavelot-Romsée
  - 3e étape de la Flèche du Sud
  - 2e de Liège-Marche-Liège
  - 3e de Bruxelles-Zepperen
- 1958
  - 3e de Bruxelles-Remouchamps
- 1959
  - Tour du Maroc
  - 3e du Circuit d'Aquitaine
  - 3e du Circuit de la Meuse

### Palmarès professionnel
- 1960
  - 2e de Hoeilaart-Diest-Hoeilaart
- 1961
  - 2e du Grand Prix du Brabant wallon
  - 2e du Week-end wallon
  - 2e du Grand Prix de la Basse-Sambre
- 1962
  - Tour de l'Oise :
    - Classement général
    - 1re étape

  - 3e du Tour du Condroz

## Palmarès sur piste

### Jeux olympiques
- Melbourne 1956
  - 5e de la poursuite par équipes

### Championnats nationaux
- 1955
  -  Champion de Belgique de poursuite amateurs
- 1956
  -  Champion de Belgique de poursuite amateurs
- 1957
  - 2e du championnat de Belgique de poursuite amateurs